# Jakub Kamiński
Pour les articles homonymes, voir Kamiński.
Jakub Kamiński, né le 5 juin 2002 à Ruda Śląska en Pologne,  est un footballeur international polonais qui évolue au poste d'ailier gauche au FC Cologne, en prêt du VfL Wolfsburg.

## Biographie

### Carrière en club

#### Lech Poznań
Né à Ruda Śląska en Pologne, Jakub Kamiński est formé par le Lech Poznań, qu'il rejoint en 2015 en provenance du Szombierki Bytom. En 2017-2018 il joue pour la première fois avec les U19 et remporte le championnat de la catégorie avec cette équipe. Le 20 septembre 2019 il fait sa première apparition avec les professionnels à seulement 17 ans, lors d'un match de championnat face au Jagiellonia Białystok. Il est titularisé et joue l'intégralité de ce match qui se solde par un score nul de un partout. Il inscrit son premier but en professionnel au lendemain de son 18e anniversaire, le 6 juin 2020, lors de la rencontre de championnat face au Zagłębie Lubin (3-3).
En juillet 2020, Jakub Kamiński prolonge son contrat avec le Lech Poznań jusqu'en juin 2024. Il découvre la Ligue Europa avec le Lech Poznań, en jouant face au Valmiera FC, le 27 août 2020 (victoire 3-0 du Lech Poznań). Lors du tour suivant, le 16 septembre 2020, il marque son premier but dans la compétition, lors de la victoire de son équipe face à l'Hammarby IF (0-3).
Kamiński est sacré champion de Pologne à l'issue de la saison 2021-2022,,. Il est également élu meilleur jeune joueur du championnat cette saison-là.

#### VfL Wolfsburg
Lors de l'été 2022, Jakub Kamiński rejoint l'Allemagne en s'engageant avec le VfL Wolfsburg pour un contrat courant jusqu'en juin 2027.
Le 18 octobre 2022, Kamiński inscrit son premier but pour Wolfsburg, lors d'une rencontre de coupe d'Allemagne contre l'Eintracht Brunswick. Titulaire au poste d'ailier gauche, il participe à la victoire de son équipe (1-2 score final),. Kamiński inscrit son premier but en Bundesliga le 5 février 2023, face au Bayern Munich. Entré en jeu en cours de partie en première période, il réduit le score mais ne peut empêcher la défaite des siens (2-4 score final),. L'ailier polonais est l'une des satisfactions de son équipe pour sa première saison à Wolfsburg où, bien que pas suffisamment décisif à ses yeux notamment en termes de buts, il parvient à s'imposer comme un titulaire régulier.

#### FC Cologne
Le 4 juillet 2025, Jakub Kamiński rejoint le FC Cologne sous la forme d'un prêt d'une saison avec une option d'achat estimée à environ trois millions d'euros. Il rejoint un club qui vient d'être promu en première division.

### En sélection
Avec les moins de 16 ans, il inscrit quatre buts, dont un doublé face à l'Irlande du Nord.
Kamiński joue un total de sept matchs avec les moins de 19 ans, dont cinq en tant que titulaire et tous en 2019.
Jakub Kamiński joue son premier match avec l'équipe de Pologne espoirs le 4 septembre 2020, contre l'Estonie. Il est titularisé lors de cette rencontre et inscrit également son premier but, contribuant à la large victoire de son équipe par six buts à zéro.
En août 2021, Jakub Kamiński est convoqué pour la première fois avec l'équipe nationale de Pologne par le sélectionneur Paulo Sousa. Il honore sa première sélection avec la Pologne lors de ce rassemblement, le 5 septembre 2021, en étant directement titularisé contre Saint-Marin. Son équipe s'impose par sept buts à un ce jour-là,.
Le 10 novembre 2022, il est sélectionné par Czesław Michniewicz pour participer à la Coupe du monde 2022.

## Statistiques
| Saison                | Club                  | Championnat           | Championnat | Championnat | Coupe(s) nationale(s) | Coupe(s) nationale(s) | Compétition(s) continentale(s) | Compétition(s) continentale(s) | Compétition(s) continentale(s) | Total | Total |
| Saison                | Club                  | Division              | M.          | B.          | M.                    | B.                    | Comp.                          | M.                             | B.                             | M.    | B.    |
| 2019-2020             | Lech Poznań           | Ekstraklasa           | 24          | 4           | 4                     | 0                     | -                              | -                              | -                              | 28    | 4     |
| 2020-2021             | Lech Poznań           | Ekstraklasa           | 28          | 1           | 3                     | 0                     | C3                             | 7                              | 2                              | 38    | 3     |
| 2021-2022             | Lech Poznań           | Ekstraklasa           | 33          | 9           | 3                     | 0                     | -                              | -                              | -                              | 36    | 9     |
| Sous-total            | Sous-total            | Sous-total            | 85          | 14          | 10                    | 0                     | -                              | 7                              | 2                              | 102   | 16    |
| 2022-2023             | VfL Wolfsburg         | Bundesliga            | 31          | 4           | 2                     | 1                     | -                              | -                              | -                              | 33    | 5     |
| 2023-2024             | VfL Wolfsburg         | Bundesliga            | 17          | 0           | 2                     | 0                     | -                              | -                              | -                              | 19    | 0     |
| 2024-2025             | VfL Wolfsburg         | Bundesliga            | 22          | 0           | 4                     | 0                     | -                              | -                              | -                              | 26    | 0     |
| Sous-total            | Sous-total            | Sous-total            | 70          | 4           | 8                     | 1                     | -                              | 0                              | 0                              | 78    | 5     |
| Total sur la carrière | Total sur la carrière | Total sur la carrière | 155         | 18          | 18                    | 1                     | -                              | 7                              | 2                              | 180   | 21    |

## Palmarès

### En club
Lech Poznań
- Championnat de Pologne (1) :
  - Champion : 2021-22